# Ференц Келеченьї
Ференц Келеченьї (угор. Kelecsényi Ferenc, 1897 — 1938) — угорський футболіст, що грав на позиції півзахисника. Відомий виступами за клуб «Уйпешт».

## Клубна кар'єра
У складі «Уйпешт» дебютував у сезоні 1917–1918 і грав до сезону 1926-1927. Протягом багатьох років був основним півзахисником клубе. Його партнерами по середній лінії клубу початку 1920-х років були Бела Баубах і Деже Кірай, а згодом Шандор Пейч.
З командою тричі ставав срібним призером Чемпіонату Угорщини і тричі бронзовим призером.
Фіналіст Кубка Угорщини 1922 року, коли «Уйпешт» у вирішальному матчі поступився «Ференцварошу» з рахунком 0:1. 1923 року, коли «Уйпешт» у вирішальному матчі поступився МТК з рахунком 1:4. Ще раз зіграв у фіналі у 1926 році, але його команда знову програла МТК з рахунком 0:4.
Загалом у складі «Уйпешта» зіграв у чемпіонаті не менше 115 матчів.
У 1921 році грав у складі збірної Угорщина-Б проти збірної округу Дебрецен у матчі, що завершився перемогою команди Ференца з рахунком 5:1.

## Досягнення
- Срібний призер Чемпіонату Угорщини: (3)

«Уйпешт»: 1920–1921, 1922–1923, 1926–1927
- Бронзовий призер Чемпіонату Угорщини: (3)

«Уйпешт»: 1918–1919, 1921–1922, 1923–1924
- Фіналіст Кубка Угорщини: (3)

«Уйпешт»: 1922, 1923, 1925.